# Haute instance pour la réalisation des objectifs de la révolution, de la réforme politique et de la transition démocratique
L'Instance supérieure ou Haute instance pour la réalisation des objectifs de la révolution, de la réforme politique et de la transition démocratique (arabe : الهيئة العليا لتحقيق أهداف الثورة والاصلاح السياسي والانتقال الديمقراطي ou al-hayʾat al-ʿaliyā li-taḥqīq ʾahdāf aṯ-ṯawrah wal-ʾiṣlāḥ as-siyāsī wal-ʾintiqāl) est une institution révolutionnaire tunisienne, créée le 15 mars 2011 lors de la révolution, par la fusion du Conseil de défense de la révolution, groupe bénéficiant d'une légitimité révolutionnaire, et de l'éphémère Commission supérieure de la réforme politique (en) (arabe : اللجنة العليا للإصلاح السياسي ou al-laǧna al-ʿaliyā lil-ʾiṣlāḥ as-siyāsī), l'une des trois commissions nommées pour réformer l'État tunisien selon un processus légal. Yadh Ben Achour, déjà président de la commission, a été nommé à sa tête.
Elle a cessé ses travaux le 13 octobre 2011 au terme de sa mission, après une cérémonie en présence de Fouad Mebazaa et Béji Caïd Essebsi.

## Composition
Le Conseil de défense de la révolution réunissait 28 organisations dont le syndicat de l'Union générale tunisienne du travail, l'ordre des avocats, l'association des magistrats, le comité contre la torture, le parti islamiste Ennahdha, le Parti communiste des ouvriers de Tunisie et l'association proche de ce parti, l'Association de lutte contre la torture en Tunisie.
De 71 membres début mars, ses effectifs passent à 120 membres à la fin du mois et à 155 courant avril,. Douze partis politiques, dix-neuf syndicats, associations de la société civile ou professionnelles et des personnalités la composent, parmi lesquels des islamistes modérés, des socialistes, des nationalistes arabes, des baasistes, des trotskistes et des maoïstes ; elle vise aussi à représenter les jeunes et les régions.
Le mouvement islamiste Ennahdha annonce le 27 juin son retrait définitif, reprochant à l'instance de s'ériger en parlement sans légitimité électorale et de ne pas respecter le principe du consensus.
Son porte-parole est Ghazi Grairi puis Samir Rabhi. On trouve Sofiane Belhadj, Abid Briki et Sofiène Chourabi parmi ses membres.
Elle siège au Bardo, dans le bâtiment qui accueillait auparavant la Chambre des conseillers.

## Fonctionnement
Dès sa première réunion le 17 mars, ses réunions se tiennent à huis clos<, mais de fait la presse et les observateurs extérieurs peuvent assister aux séances.

## Décisions
Elle élit l'Instance supérieure indépendante pour les élections (Isie) et définit son organisation. Le 11 avril, soit avec onze jours de retard, elle réussit à déterminer les règles régissant la future élection de l'assemblée constituante.
Elle impose le scrutin de liste paritaire hommes-femmes et à la proportionnelle intégrale (« aux plus forts restes ») afin de donner le maximum de chances aux petits partis, le tout doit être supervisé par la ISIE, ce qui en fait l'une des lois électorales les plus démocratiques du monde selon Jean-Pierre Séréni. Toute candidature de ministres sous le régime de Zine el-Abidine Ben Ali, à l'exception de ceux n'ayant pas appartenu au Rassemblement constitutionnel démocratique (RCD), de personnes ayant occupé des postes de responsabilité au sein du RCD ou qui ont appelé Ben Ali à se représenter à l'élection prévue originellement en 2014 sont exclues. Par ailleurs, pour la première fois de l'histoire de la Tunisie, les Tunisiens de l'étranger pourront voter.